# 韓劇台電視劇集列表 (2021年)
本列表列出2021年由香港myTV SUPER韓劇台所播放的劇集。

## 星期日
| 首播     | 電視節目名稱               | 集數 | 演員                           | 監製   | 歌曲 |
| -------- | -------------------------- | ---- | ------------------------------ | ------ | ---- |
| 5-2-6-20 | 一起吃晚餐嗎？ Dinner Mate | 16   | 宋承憲、徐智慧、孫娜恩、李知勳 | 高在賢 |      |

## 往年節目
愛情廣播、武法律師、流氓法官、法官男女、三流人生、慌心女作家、讀心試愛、最強速遞員、告白夫婦、愛情失咗憶、監獄手記、偵探醫生、高富帥社長、我們遇見的奇蹟、初戀大作戰、師任堂、男神機械人、大媽復仇聯盟、皇后的品格、外科醫心、守護波士、紳士的品格、7級公務員、離婚萬歲!、勁爆狗仔隊、原來是美男、優雅的家、失驚無神多個媽、月桂樹西裝店、黃金光輝的人生、假面繼承人、誘情嫉妒、爸爸好奇怪、我和我的爸爸、大長今、舞動少女團、黃金庭院、政壇欺望、街坊LAW霸、情侶經理人、魔女的法庭、當你沉睡時、新紮散仔、好醫生、有夫之婦的誕生、獨身萬歲、最強一擊、少女時代1979、山寨檢察官、初戀大作戰、咖啡王子、神級秘書